# Wahlen 1996
◄◄ | ◄ | 1992 | 1993 | 1994 | 1995 | Wahlen 1996 | 1997 | 1998 | 1999 | 2000 | ► | ►►

Weitere Ereignisse
Folgende Wahlen fanden 1996 statt:

## Afrika

### Ghana
- Präsidentschafts- und Parlamentswahl

### Gambia
- Präsidentschaftswahl in Gambia 1996
- Verfassungsreferendum in Gambia 1996

### Mauretanien
- Parlamentswahl in Mauretanien 1996

### Niger
- Parlamentswahl (23. November)
- Präsidentschaftswahl (Juli)
- Verfassungsreferendum (12. Mai)

### Komoren
- Parlamentswahl auf den Komoren 1996

### Sambia
- Präsidentschaftswahl und Wahl zur Nationalversammlung (18. November)

## Amerika

### USA
- Präsidentschaftswahl
- Wahl zum Repräsentantenhaus
- Wahl zum Senat

### Ecuador
- Präsidentschafts- und Parlamentswahl in Ecuador 1996

## Asien

### Republik China (Taiwan)
- Präsidentenwahl (23. März 1996)
- Wahl zur Nationalversammlung (23. März 1996)

### Indien
- Parlamentswahl (27. April, 2. und 7. Mai)

### Bangladesch
- Parlamentswahl (12. Juni)

### Japan
- Shūgiin-Wahl (20. Oktober)

### Israel
- Parlamentswahl (29. Mai 1996). Danach wird Benjamin Netanjahu erstmals zum Ministerpräsidenten gewählt.

## Australien / Ozeanien
- Parlamentswahl (2. März)

## Europa
- Europawahl 1999 (10. bis 13. Juni)

- in Deutschland
- in Finnland
- in Österreich

### Belarus
- Referendum zur Todesstrafe am 24. November 1996

### Deutschland
Am 24. März Landtagswahlen in Baden-Württemberg, Rheinland-Pfalz und Schleswig-Holstein
Am 15. September Kommunalwahlen in Niedersachsen

### Griechenland
- Parlamentswahl (22. September)

### Island
- Präsidentschaftswahl (29. Juni)

### Italien
- Parlamentswahlen (21. April)

### Litauen
- Parlamentswahl (20. Oktober und 11. November)

### Österreich
- Landtagswahl im Burgenland
- Landtags- und Gemeinderatswahl in Wien
- Gemeinderatswahl in St. Pölten

### Rumänien
- Parlamentswahl in Rumänien
- Präsidentschaftswahl in Rumänien

### Russland
- Präsidentschaftswahl

### Slowenien
- Parlamentswahl (10. November)

### Spanien
- Parlamentswahl (3. März)

### Tschechien
- Abgeordnetenhauswahl (31. Mai und 1. Juni)

### Zypern
- Parlamentswahl in der Republik Zypern 1996 (26. Mai 1996)